# Alexander Stojka
Alexander Stojka, rusínsky Александер Стойка (16. října 1890, Karačin – 31. května 1943, Užhorod) byl biskup mukačevské řeckokatolické eparchie a rusínský sociální aktivista.

## Život
Studoval na místní církevní škole. Po absolvování maďarského gymnázia zahájil teologická studia na Maďarském teologickém semináři, kde se vzdělával v letech 1910–1912 a jako nejlepšího seminaristu ho eparchiální konzistoř vyslala na teologickou fakultu budapešťské univerzity, dnes Katolické univerzity Petra Pazmana, kde studoval v letech 1912–1915.
Dne 17. prosince 1916 byl v Užhorodu vysvěcen na řeckokatolického kněze. Již v roce 1915 působil jako sekretář mukačevské eparchie, která má sídlo v Užhorodu. V roce 1931 se stal kapitulním vikářem. Dne 3. května 1932 byl jmenován mukačevským biskupem. Tuto funkci zastával 11 let, až do své smrti.
Byl známý svými charitativními aktivitami. Byl také proslulý jako mecenáš rusínských malířů, např. Vojtěcha Erdélyho nebo Jozefa Bokšaye. Byl horlivým sběratelem, jeho sbírky obrazů, knih a rukopisů byla největší v kraji, ale během pronásledování řeckokatolické církve komunistickým režimem byla celá sbírka zabavena.
V listopadu roku 1938 se Užhorod (a celý jih Podkarpatské Rusi) stal na základě Vídeňské arbitráže součástí Maďarského království. Dne 1. července 1939 byl jmenován poslancem horní komory maďarského parlamentu, kde usiloval o autonomii kraje, ale neuspěl.
Dne 31. května 1943 zemřel na infarkt a byl pohřben v hrobce poblíž užhorodského hradu.